# Левицький Богдан
Богда́н Леви́цький (21 червня 1886, с. Велика Березовиця, Тернопільська область — 8 січня 1962, Лос-Анджелес, Каліфорнія, США) — підсудний у «Процесі 101», активний учасник Листопадового чину у 1918 р., суддя в Дрогобичі, Стрию, Косові, адвокат у Винниках.

## Життєпис

### Процес 101
У гімназії він належав до таємного студентського гуртка. Навчаючись у Львівському університеті на юридичному факультеті, бере активну участь у боротьбі за права української мови у Львівському університеті. Перші арешти відбулися у 1910 році, коли в сутичці між поляками та українцями в університеті загинув український студент Адам Коцко. Після низки арештів справу було доведено до суду, і на лаві підсудних опинилися 101 український студент. Серед засуджених був і Левицький Богдан. «Процес 101», як його прозвали журналісти та громадськість, тривав п'ять місяців — із лютого до липня 1911 р. Його результатом стало визнання українців винними не лише в заворушенні, а й в убивстві Коцка.
Газета «Свобода» за 1 лютого 1912 року подала коротку замітку про «Процес 101»: «Масові релєґації українських студентів зарядив сенат львівського університету на основі присуду в процесі 101. Засуджені в тім процесі один по другім дістають без переслуханя релєґаційні рішеня, а саме: засуджені на 14 днів релєґовані на 2 семестри, засуджені на місяць — на 4 семестри, а засуджені на 3 місяці — на все. Свої рішеня опирає сенат на тім, що суть вчинку, стверджена в карно судовім поступованю, творить також на основі дисциплінарного закона делїкт.
Отака то доля стрінула наших молодців-героїв за оборону своїх прав у „польській“ унїверситеті. І довго воно так буде? — Так довго, доки наша суспільність не зрозуміє в цілій основі ваги рідної школи, і доки галицькі Русини не приневолять австрійське правительство дати їм те, що їм правмо належить ся: український унїверситет у Львові».

### Суддівська праця
Закінчивши університет, працював суддею у Вінернойштаді і в Оломунці. Розпад Австро-Угорщини застав його на посаді судді в Дрогобичі. Був активним учасником Листопадового чину у 1918 р.,членом Дрогобицької Національної Ради, але в перегруповуванні урядів не хотів проміняти своє високе суддівське звання на краще забезпечені адміністративні посади.
Після програної визвольної війни 1918—1919 pp., потрапив у польські концтабори Домб'є і Берестя. Після звільнення з таборів у 1920 р. з сильно підірваним здоров'ям, переходить на суддівську службу до Стрия, а в 1921 р. — до Косова. Під час виборів 1922 р., польська поліція заарештовує його і відправляє у Коломию. Після звільнення з в'язниці, він повертається до суду в Косові, де знову, всупереч новим урядовим розпорядженням — виголошує вироки для українських сторін українською мовою, за що його звільняють із посади судді, забороняючи проживати в тому повіті.

### Діяльність у Винниках
Шукаючи роботу, Богдан Левицький в 1932 р. відкрив адвокатську контору у Винниках. Він часто захищав своїх клієнтів без винагороди, за що здобув почесну назву «оборонця бідних». Тут включився в громадське життя, ставши членом кооперативу, «Просвіти», працював в управі Банку.
У Винниках застала його радянська окупація. Важко доводилося жити Богдану Левицькому, бо як колишнього суддю його не хотіли прийняти до профспілки, а це означало приречення на голодну смерть. Щойно стараннями проф. Кирила Студинського його було прийнято до Спілки адвокатів і дозволено захищати підсудних перед Народним судом у Винниках. Та не довго судилось йому бути адвокатом за правління комуністів, тому що вже за кілька місяців його звільнено за порушення радянського кримінального права. Рятуючись від НКВС, часто переховується у Львові, або в сусідів у Винниках, адже вже був у списку на вивезення.
Під час німецької окупації став начальником суду в Бібрці.

### Еміграція
У 1944 р. емігрував, перейшовши робітничі табори, працював у бюро УНРА й ІРО, допомагаючи емігрантам. В 1950 р. прибув до США — спочатку до Бофало, а в 1956 році до Каліфорнії, де працював в Національному музеї в місті Онтаріо. Богдан Левицький любив музейництво, бо ще студентом у Львові працював у музеї-архіві Дідушицьких і залишив збірку-архів на рідній землі. В 1959 р. мав перший серцевий напад, потім були наступні, а зранку 8 січня 1962 року серце перестало битися. Його поховали на кладовищі «Нова Кальварія» в Лос-Анджелосі (Каліфорнія).